# Сер Роберт Лестер Гармсворт, 1-й Баронет
Сер Роберт Лестер Гармсворт, 1-й баронет (1 листопада 1870 р – 19 січня 1937) — британський бізнесмен і ліберальний політик.

## Фон
Гармсворт був четвертим сином Альфреда Гармсворта, адвоката, і Джеральдін Мері, дочки Вільяма Маффетта; і здобув освіту в гімназії Сент-Мерілебон. Він був братом Альфреда Гармсворта, 1-го віконта Норткліффа, Гарольда Гармсворта, 1-го віконта Ротерміра, Сесіла Гармсворта, 1-го барона Гармсворта та сера Гільдебранда Гармсворта, 1-го баронета.

## Кар'єра
Гармсворт був директором Amalgamated Press, видавничої компанії, що належала його брату, лорду Норткліффу. У 1900 році він був повернутий до парламенту для Кейтнесса, місце, яке він займав до 1918 року, а потім представляв Кейтнесс і Сазерленд між 1918 і 1922 роками. У 1918 році він отримав звання баронета Морей-Лодж у королівському районі Кенсінгтон.
Хармсворт був активним членом Сільванського дебатного клубу, який заснував його батько, і був його секретарем.

## Сім'я
Гармсворт одружився з Енні Луїзою, дочкою Томаса Скотта, у 1892 році. У них було четверо синів і три дочки. Він помер у січні 1937 року у віці 66 років, і його наступником у баронетстві став його старший син Альфред. Леді Хармсворт померла в грудні 1963 року.